# Pietro Vidoni
Pietro Vidoni, född 8 november 1610, död 5 januari 1681, var en italiensk katolsk präst, doktor i teologi och kardinal. Han var påvlig legat och apostolisk nuntie i Polen 1652–1660.
Vidoni ansvarade bland annat för mässan i Latinska katedralen i Lwów, då polske kung Johan II Kasimir av Vasa, son till kung Sigismund, svor Lwóweden.

## Död och begravning
Pietro Vidoni dog i Rom den 5 januari 1681 och begravdes i basilikan Santa Maria della Vittoria.